# Енантіосемія
Енантіосемі́я (грец. εναντιοσημία; від ενάντιος — «протилежний» + σήμα — «знак») — розвиток у слові антонімічних значень, їхня поляризація. Інші назви цього явища — енантіонімія (англ. enantionymy), антилогія (англ. antilogy). Слова з протилежними значеннями відомі як «автоантоніми» (англ. auto-antonym, autantonym), «контроніми» (англ. contronym, contranym), «антагоніми», «енантіодроми» (англ. enantiodromes), «самоантоніми» (англ. self-antonyms), «слова-януси» (англ. Janus words — на честь давньоримського бога Януса).
В українському мовознавстві термін «енантіосемія» охоплює явище процесуального і результативного характеру.

## Характеристика
На відміну від простої антонімії — протиставлення двох різних слів (лексичних одиниць) з протилежними значеннями, енантіосемія — наявність в одному слові (лексичної одиниці) протилежних значень. Енантіосемія може виявлятися на двох різних рівнях — мовному та мовленнєвому. В останньому разі феномен проявляється у тому, що узуальні семи нейтралізуються і замінюються антонімічними мовленнєвими семами. Приклад — слово «голуб». У звертанні «голубе мій» воно може набувати як позитивного, так і негативного значення, залежно від ставлення мовця до адресата. Подібна нейтралізація з наступним набуттям словом протилежної оціночності характерна не тільки для розмовної, але й для спеціальної лексики, зокрема, суспільно-політичної. Показовим прикладом є енантіосемічність слів «демократ», «комуніст» — у людей з різними політичними поглядами.
Причини виникнення енантіосемії можуть бути різними. Найчастіше це наслідок полісемії — коли одиниця має різні значення, які надалі можуть стати цілком протилежними. Рідше причиною є злиття двох слів протилежними значеннями, що, бувши схожими у вимові, збіглися в одне слово-омонім, при цьому зберігши семантику. Наприклад, англ. to cleave означає як «розколювати», «розділяти», так і «приставати», «залишатися незрушним» — внаслідок злиття в одне двох давньоанглійських слів з протилежною семантикою: clēofan і clifian.
Явище енантіосемії досліджували такі українські й російські мовознавці, як Л. А. Булаховський, Р. О. Будагов, В. В. Іванов, І. В. Муромцев, Л. О. Новиков, Ю. Г. Скиба, М. М. Шанський.
Китайський письменник Цянь Чжуншу наводив приклади енантіосемії у китайській мові: «廢» («скасовувати» і «встановлювати»), «已» («кінчатися», «помирати» і «лікувати»), а також «革» («шкура» і «видаляти», «змінювати»). Енантіосемічність останнього слова проявляється в тім, що саме шкуру важко змінити або скинути, отже, ідея змінювання почала пов'язуватися з нею. Сам Цянь Чжуншу називав цей феномен «зворотним символізмом» (кит.: 反象以徵).
В англійській мові розвиток протилежних значень може також відбуватися у її різних варіантах: так, у британській англійській to table означає «порушити питання», а в американській — навпаки, «зняти питання з порядку денного» (у британському варіанті в цьому випадку вживають to shelve).

## Приклади

### Англійська мова
- To cleave — «розколювати», «розділяти» і «приставати», «залишатися незрушним»[7][9].
- To clip — «прикріпляти» і «відрізати»[8]
- To dust — «прибирати пил» і «забрудняти пилом»[7][9]
- To screen — «показувати, виводити на екран» і «затуляти»[7][9]

### Українська мова
- Боргувати — «брати в борг» і «давати в борг»
- Вихідний — «заключний, кінцевий» (вихідна допомога) і «початковий» (вихідна точка)
- Відходити — «переставати боліти, відчувати втому, приходити до пам'яті, опритомніти» і «помирати»
- Запам'ятати — «утримати в пам'яті» і «втратити в пам'яті»
- З'їжджати — «їхати догори» і «їхати вниз»
- Збігати — «бігти з гори» і «бігти на гору»
- Злітати — «летіти вгору» і «летіти вниз»
- Пестун — «улюбленець», «мазун», «плеканець» і «вихователь»
- Позичати — «брати в борг» і «давати в борг»
- Сходити — «йти вгору» і «йти вниз»
- Честити — «шанувати» і «лаяти»

Інші приклади схожих українських слів з протилежними значеннями: «безцінний» («дуже дорогий») і «безцінь» («дуже дешеве»), «грошовитий» (багатий) і «гріш ціна» («нічого не вартий»). Староукраїнське «побіда» означало «перемога», але у давньоруській мові побѣда могло означати як «перемога», так і «поразка». Подібну двозначність можна пояснити етимологією слова: по + бѣда, тобто «після біди», «після битви».

### Інші мови
- Французька — hôte («господар») і hôte («гість», «постоялець»)
- Італійська — ospite («надання притулку») і ospite («відвідування», «гостювання»)
- Латина — sacer («священний») і sacer («безславний», «окаянний»)
- Румунська — închiria («здавати внайми») і închiria («винаймати»)
- Суахілі — kutoa («додавати») і kutoa («прибирати», «видаляти»)

## У споріднених мовах
Протилежні значення співзвучних слів можуть розвинутися не тільки в межах одної мови, але й у межах споріднених мов — явище, яке можна вважати окремим випадком «фальшивих друзів перекладача»:
- пол. zapominać («забувати») і рос. запоминать («запам'ятовувати»)
- пол. urodliwy, укр. вродливий і рос. уродливый («потворний», «бридкий»)
- чеськ. čerstvý chléb («свіжий хліб») і укр. черствий хліб

Енантіосемічність слів спільного походження проявляється і при дальшій спорідненості мов, наприклад, укр. гість (прасл. *gostь), нім. Gast означають «гість», «запрошений», а споріднене з ними лат. hostis — «ворог».